# HE4
WAP four-disulfide core domain protein 2, även känt som Human Epididymis Protein 4 (HE4), är ett protein som hos människor kodas av WFDC2 -genen.
Denna gen kodar för ett protein som är en medlem av WFDC-domänfamiljen. WFDC-domänen innehåller åtta cysteiner som bildar fyra disulfidbindningar i kärnan av proteinet och fungerar som en proteashämmare i många familjemedlemmar, så även i detta protein. Denna gen uttrycks i flera vävnader i människokroppen, bland annat lungepitelceller, och visade sig också uttryckas av vissa cancersjukdomar. Det kodade proteinet är ett litet sekretoriskt protein, som kan vara involverat i spermiemognad.
HE4 används kliniskt som en tumörmarkör för äggstockscancer, med 80 % känslighet vid en cut-off på 150 pmol/L.
Forskning pågår för att utvärdera ifall HE4 även kan användas som tumörmarkör vid endometriecancer.